# Сејдо Бајрамовић
Сејдо Бајрамовић (Жуја, код Косовске Каменице, 7. јул 1927 — Београд, 1993), учесник Народноослободилачке борбе, друштвено-политички радник СФРЈ, СР Србије и САП Косова. У завршној фази политичке кризе у СФРЈ, био је члан Председништва СФРЈ, као представник АП Косово и Метохија, од пролећа 1991. до пролећа 1992. године.

## Биографија
Рођен је 7. јула 1927. године. Као учесник Народноослободилачке борбе, Сејдо Бајрамовић је 1943. године постао члан Комунистичке партије Југославије (КПЈ). Током војне службе у Југословенској народној армији (ЈНА) стекао је подофицирски чин заставника прве класе. Као друштвено-политички радник, обављао је различите функције, од општинских до покрајинских органа управе. Од 1990. године био је члан Социјалистичке партије Србије (СПС). На првим вишестраначким изборима у Србији (1990) изабран је за народног посланика, као кандидат СПС.
У време заоштравања политичке кризе, Сејдо Бајрамовић је као поборник очувања СФРЈ и противник албанског сепаратизма уживао знатан углед међу покрајинским функционерима на Косову и Метохији. У марту 1991. године, када је Риза Сапунџију разрешен дужности члана Председништва СФРЈ из АП Косово и Метохија, одлуком Народне скупштине Републике Србије од 21. марта за новог члана ПСФРЈ из АПКМ изабран је Сејдо Бајрамовић, који је дужност преузео у мају, након потврде избора и полагања заклетве. У време ескалације југословенске кризе током лета и јесени 1991. године наставио је као члан Председништва СФРЈ да се залаже за очување Југославије, због чега је био жестоко нападан од стране словеначких, хрватских и албанских сепаратиста.
Након проглашења Савезне Републике Југославије у априлу 1992. године, наставио је са осталим члановима Председништва да врши дужност привременог колективног шефа државе до званичног ступања Добрице Ћосића на дужност Председника СРЈ у јуну 1992. године.
Његов син, поручник Драган Бајрамовић, погинуо је 8. маја 1992. између села Клепци и Вишићи, на чапљинском ратишту.
Преминуо је 1993. године у Београду.